# Asociación de tecnologías híbridas
Cooperación Híbrida Global  (Asociación de tecnologías híbridas, anteriormente llamado Advanced Hybrid System 2 o AHS2) es una asociación que desarrolla tecnologías para vehículos híbridos. Esta se conforma por General Motors, Daimler, Chrysler LLC y BMW, la cual se unió en 2005. Esta organización utiliza tecnologías de 2 o 3 engranajes planetarios en una transmisión automática: una, por parte del motor de combustión interna, es el (entrada dividida) conectado con un segundo (salida dividida), así formando el "compuesto dividido", y posiblemente un tercer grupo adicional de engranajes planetarios para multiplicar el número establecido de engranes (hasta 4). General Motors dejó de usar el nombre de "AHS2" en 2006 y prefirió nombrarlo como "sistema híbrido de dos modos".
Esta tecnología fue reconocida como "La tecnología del año" en 2007 por la Automobile Magazine.
El Hybrid Synergy Drive (unidad de sinergia híbrida) de Toyota puede parecer similar, ya que este también combina el poder de un motor de combustión interna y un par de generadores eléctricos; sin embargo, actualmente Toyota utiliza solo un conjunto de engranajes planetarios que produce únicamente una funcionalidad de un solo modo utilizando una arquitectura de modo series/parallel (series/paralelas). Mientras que el Integrated Motor Assist (asistente del motor integrado) de Honda, utiliza un motor tradicional de combustión interna y una transmisión donde el "flywheel" (volante) es reemplazado por un motor eléctrico: esta es una arquitectura simple de modo parallel(paralelo), la cual requiere de la adición de una transmisión mecánica continuamente variable. (no una eléctricamente variable)

## Asociación
La asociación de GM/DaimlerChrysler fue anunciada el 13 de diciembre de 2004, con Dieter Zetsche de DaimlerChrysler uniéndose a Rick Wagoner de GM en el escenario con un prototipo ya listo. Sin embargo, dicha asociación no fue firmada sino hasta agosto del siguiente año. 
GM es presuntamente responsable del desarrollo de camiones con tracción trasera, en las cuatro ruedas y de los sistemas del automóvil con tracción delantera; mientras que DaimlerChrysler se centra en la aplicación de autos de lujo con tracción trasera.
El 7 de septiembre de 2005 se anunció que BMW se uniría también a esta alianza, probablemente usando el sistema de tracción trasera de su archirrival DaimlerChrysler. 
Estas tres compañías crearon la organización llamada Global Hybrid Cooperation (Cooperación Híbrida Global) con la ingeniería y administración centrada en GM, DaimlerChrysler and BMW Hybrid Development Center (Centro de desarrollo híbrido) en Troy, Míchigan. Reportes recientes, indicaron que estas tres marcas automotrices juntas, gastarían un billón de dólares en el desarrollo de transmisiones híbridas de tracción delantera y trasera.
El primero de marzo del 2007, BMW y DamienChrysler anunciaron que expandirían su asociación y se movilizarían rápido para así poder desarrollar un sistema híbrido que sería utilizado en autos prémium con tracción trasera. Ellos planearon poner en marcha dicho sistema dentro de los próximos tres años en los autos producidos por BMW y Mercedes-Benz. En el 2009 Mercedes lanzó el híbrido S400 utilizando una batería de ion de litio.
Gm no formó parte de esta expansión y no ha anunciado el lanzamiento de ningún sistema híbrido para autos con tracción trasera.
En julio del 2009 se reportó que el proyecto en conjunto se disolvería después del lanzamiento de los próximos modelos de la BMW X6 y de la Mercedes-Benz M class, únicamente en Estados Unidos. Daimler indicó que no quería invertir posterior a la venta y el servicio de un vehículo que sólo sería producido en pequeñas cantidades, de este modo, podría concentrarse mejor en bloques modulares de construcción híbrida con baterías de ion de litio escalares, basándose en la unidad híbrida desarrollada para el S-class y el 7-series en un proyecto hecho anteriormente en conjunto por BMW y Continental AG.

## Tecnología
La tecnología que tiene la habilidad de implementar las funciones de un motor de combustión y uno eléctrico, recibe el nombre de "tecnología de dos modos". Estos dos modos son:
1. Modo entrada dividida — La velocidad rotacional del segundo motor (M / G 2) es siempre proporcional al eje de salida, mientras que el primer motor (M / G 1) no es proporcional al eje de entrada. El segundo motor dirige el eje de salida, por lo tanto, es posible manejar el vehículo sin necesidad de un motor de combustión. El flujo de potencia se divide solamente en la entrada, es por eso que se llama entrada dividida. A bajas velocidades, el vehículo puede moverse con los generadores eléctricos, con el motor de combustión interna, o ambos; por lo que se le denomina como un "híbrido completo". Todos los accesorios se mantendrán funcionando con energía eléctrica, y el motor puede ser reiniciado instantáneamente de ser necesario. En este modo, uno de los generadores eléctricos (M / G 1) actúa como un generador, mientras que el otro funciona como un motor (M / G 2). Este modo funciona para los dos rangos de variación continua de la transmisión del vehículo (entrada dividida y compuestos divididos).
2. Modo compuestos divididos — La velocidad de rotación del segundo motor (M / G 2) no es proporcional al eje de salida, al igual que el primer motor (M / G 1) no es proporcional al eje de entrada. El flujo de potencia se divide en la entrada y en la salida, es por eso que se llama compuestos divididos. Es imposible manejar el auto sin un motor de combustión.

Este modo se inicia en el punto en el que uno de los generadores alcanza la velocidad cero; en este punto algunos embragues dentro del sistema se acoplan mientras que otros se desacoplan para así alterar la configuración física de la transmisión, por lo que la velocidad empieza a cambiar ("Vshift"). Inmediatamente después de este cambio, las dos máquinas eléctricas funcionan como motores y se utiliza la relación de la primera velocidad. Cuando se alcanza una cierta velocidad después del primer cambio, se utiliza la relación de la segunda velocidad y el M/G 2 comienza a operar como un generador, mientras se disminuye su velocidad angular.

Aunque la transmisión mecánicamente sólo tiene cuatro relaciones de transmisión convencionales, los motores eléctricos le permiten funcionar como una transmisión variable continua. Este tipo de transmisión funciona en adición al incremento de la fuerza par de los engranajes planetarios.
Una transmisión automática especial (designada por General Motors como una 2ML70) incorpora dos motores magnéticos 82kW (110 CV máximo), tres grupos de engranajes planetarios, y cuatro embragues de fricción selectiva de acoplamiento. Este sistema amplifica la salida de los motores eléctricos de manera similar a la forma en que una transmisión convencional amplifica el par de un motor de combustión interna. También, en caso de ser necesario, permite la transferencia de más fuerza par del motor a las ruedas, por lo que la transmisión es más eficiente, incluso sin los motores eléctricos en uso. Finalmente, todo el sistema se establece como una transmisión automática convencional modelo Allison 1000.
Una batería de 300 voltios se utiliza en otras partes del vehículo para almacenar energía.

### Cómo funciona
Funcionamiento de la transmisión Allison (AHS-2), o el Two-Mode Hybrid (Híbrido de dos modelos), a partir de la Cooperación Híbrida Global. Esta transmisión se monta en el ActiveHybrid de BMWy el ML450 BlueHybrid de Mercedes-Benz.

Two-Mode Hybrid with Input-Split and Compound-Split EVT Modes diagram

Two-Mode Hybrid Transmission Schematic

Primer modo de división, también conocido como entrada dividida:
(embrague C1 acoplado, C2+C3+C4 desacoplados)↵El primer par de engranajes planetarios actúa como una transmisión de potencia dividida en cuatro-ejes de transmisión, y los últimos engranajes planetarios reducen la velocidad rotacional. La velocidad rotacional del segundo generador eléctrico (MG-B) es proporcional al eje de transmisión de salida. 
Segundo modo de división, Compuestos divididos:
(embrague C2 acoplado, C1+C3+C4 desacoplados)
El primer par de engranajes planetarios actúa como una transmisión de potencia dividida en cuatro-ejes de transmisión. Ningún generador eléctrico está acoplado directamente con entrada o salida.
Primer modo de reparación de la proporción de engranaje:
(embragues C1+C4 acoplados, C2+C3 desacoplados)
El primer par de engranajes planetarios se mantiene en sincronía fija de 1:1 por la acción de derivación del embrague C4, y el último engranaje planetario reduce la velocidad rotacional.
Ambos generadores eléctricos están en mutua sincronía, ya sea los dos como motores o como generadores. Es en el punto medio del primer rango variable cuando se une la velocidad rotacional de ambos generadores eléctricos.
Segundo modo de reparación de la proporción de engranaje :
(embragues C1+C2 acoplados, C3+C4 desacoplados)
El último engranaje planetario lleva al primer par de engranes a un punto intermedio.
La velocidad rotacional de los dos generadores eléctricos es muy asimétrica (1:9), a excepción del primero (MG-A). Es el límite entre ambos motores el que está continuamente en rangos variables. El cambio de la función de dos modos ocurre en este punto, cuando el tercer engranaje del tercer engranaje planetario alcanza la velocidad rotacional cero, y todos los engranajes planetarios juntos, alcanzan la misma velocidad rotacional.
Tercer modo de reparación de la proporción de engranaje:
(embragues C2+C4 acoplados, C1+C3 desacoplados)
El primer par de engranajes planetarios están en sincronía fija 1:1 debido a la acción de derivación del embrague C4, mientras que los dos están mutuamente en sincronía, ya sea como motores o como generadores. Es en el punto medio del rango variable, cuando la velocidad rotacional de los dos generadores eléctricos se une. 
Cuarto modo de reparación de la proporción de engranaje:
(embragues C2+C3 acoplados, C1+C4 desacoplados)
El tercer embrague C3 bloquea el equipo del primer engranaje planetario, mientras el segundo generador eléctrico (MG-B) sigue desconectado.

## Aplicaciones

### Autobuses
El sistema fue utilizado por primera vez en los autobuses de tránsito de New Flyer desarrollados en 2001.
- Sistema de autobuses para la ciudad por Allison Transmission
  - King County, Washington King County Metro (361 autobuses de New Flyer anunciados desde 2002 hasta la actualidad). El primer DE60LF, en serie 24129
  - Albuquerque, Nuevo México ABQ RIDE (112 autobuses de New Flyer anunciados desde el 21 de diciembre de 2004 hasta la actualidad).
  - Indianápolis, Indiana IndyGo (2 autobuses anunciados el 24 de enero de 2005)
  - Yosemite National Park National Park Service (18 autobuses de Gillig anunciados el 25 de abril de 2005).
  - Kelowna y Victoria, British Columbia (6 autobuses de  New Flyer anunciados el 5 de mayo de 2005).
  - Shreveport, Luisiana SporTran (un autobús anunciado el 9 de junio de 2005).
  - Charlotte, North Carolina Charlotte Area Transit System (dos autobuses anunciados el 9 de junio de 2005).
  - Springfield, Massachusetts Pioneer Valley Transit Authority (un autobús anunciado el 14 de octubre de 2005).
  - Aspen, Colorado Roaring Fork Transportation Authority (siete autobuses anunciados el 9 de diciembre de 2005).
  - El consorcio (dirigido por San Joaquin RTD) de 10 agencias de tránsito en California y Nevada (157 autobuses de Gillig anunciados el 20 de marzo de 2006).
    - Nota: ABQ RIDE de Albuquerque, Nuevo México solía ser un miembro de este consorcio, pero después eligió ordenar autobuses de New Flyer por su propia cuenta.

  - Madison, Wisconsin Madison Metro (5 autobuses Gillig anunciados el 11 de septiembre de 2007, con planes de adquirir 10 más en los próximos años).

### Tracción trasera/ Camiones con tracción en las 4 ruedas/SUV
El sistema longitudinal para camionetas de General Motors es fabricado en Baltimore Transmission por la división de PowerTrain de General Motors. Las baterías de níquel-metal hidruro son fabricadas por Panasonic EV en Japón.
El sistema se empleó en el modelo 2008 de la Chevrolet Tahoe y en la Yukon de GMC como un modelo híbrido de dos modos. 
- Camiones de carga ligera con tracción trasera y tracción en las 4 ruedas que utilizan un sistema híbrido de dos modos: 
  - Concepto SUV GMC Graphyte Hybrid  (Presentado en el 2005 en NAIAS)
  - 2008 Chevrolet Tahoe Hybrid
  - 2008 GMC Yukon Hybrid
  - 2009 Dodge Durango Hybrid
  - 2009 Chrysler Aspen Hybrid
  - 2009 Cadillac Escalade Hybrid
  - 2009 Chevrolet Silverado Hybrid(aka GMT900)
  - 2009 GMC Sierra Hybrid(aka GMT900)
  - 2009/2010 BMW X6 ActiveHybrid[4][9]
  - 2009/2010 Mercedes ML 450 hybrid[4]

### Tracción delantera
- Sistema de tracción delantera
  - Concepto híbrido Opel Astra diésel (mostrado en la NAIAS el año 2005)
  - Concepto híbrido Saab 9-3 BioPower (mostrado en el Salón Internacional del automóvil británico en el año 2006)[10]
  - 2010 Saturn Vue SUV de dos modos Plug-in Hybrid, 45% de mejora sobre la versión del sistema híbrido según GM[11] (originalmente previsto para el 2009, se retrasó y finalmente se canceló debido a la desaparición de Saturn como una división de GM, la producción nunca se llevó a cabo)
  - 2011 producto no revelado de GM (posiblemente una nueva "crossover" Buick o un sedán Cadillac con tracción en todas las ruedas)[12][13]